# Арефа Верхотурский
Арефа Верхотурский (в миру — Афанасий Тихонович Катаргин; 1865 — 15 (28) мая 1903) — архимандрит Верхотурского Николаевского монастыря. Святой Русской Церкви, почитается в лике преподобных, память совершается (по юлианскому календарю): 15 мая, 10 июня (Собор Сибирских святых) и 7 августа (Собор Валаамских святых).

## Биография
Родился в крестьянской семье, в 1889 году стал послушником Валаамского монастыря. Наставником Афанасия стал старец Иоанникий (Чеботарёв), в схиме Илия, послушание он нёс в экономской монастыря. 12 ноября 1893 года Афанасий принял монашеский постриг с именем Арефа. В тот же год вместе с иеромонахом Иовом, назначенным настоятелем Верхотурского Николаевского монастыря был направлен на Урал. По приезде 26 декабря 1893 года Арефа был рукоположён во иеродиакона, а 15 октября 1895 года — во иеромонаха.
В монастыре заведовал библиотекой, нёс послушание свечника. В сентябре 1898 года был награждён набедренником. После возвращения Иова на Валаам в июне 1899 года был избран новым настоятелем монастыря и 6 мая 1900 года возведён в сан архимандрита. В период его управления монастырём было начато активное строительство: 2 каменных жилых здания, гостиницы для паломников, здание церковно-приходской школы и школы для глухонемых детей, а также многочисленные хозяйственные постройки. Сам монастырь был обнесён каменной стеной. При Арефе был разобран монастырский архив, который вёлся с 1762 года, начато составление описания монастыря к отмечавшемуся в 1904 году 300-летию его основания и 200-летию перенесения в него мощей праведного Симеона Верхотурского.
Архимандрит Арефа скончался 15 мая 1903 года и был погребён на братском кладбище монастыря. В 1984 году канонизирован как местночтимый святой в составе Собора сибирских святых. В 1994 году в Николаевском монастыре были обретены мощи преподобного Арефы.